# Liste der Bischöfe von Cornouaille
Die folgenden Personen waren Bischöfe von Cornouaille bzw. Quimper (Frankreich):
- Heiliger Corentin von Quimper
- Heiliger Conoganus von Quimper (Guenoc)
- Heiliger Alor
- Heiliger Alain
- Bidinic (Budic oder Benedikt)
- Gurthebed
- Harnguethen
- Morghethen
- Tremerin
- Ragian
- Salamun
- Aluret
- Guloet
- 832–848: Felix
- 848–872: Anaweten
- um 900 Salvator
- 906–940: Benedikt
- 945: Blenlivet oder Salvator
- 990: Oratius
- 1003–1022: Binidic (Budic oder Benedikt)
- 1022–1074: Orscand
- 1074–1113: Binidic oder Benedikt
- 1113–1130: Robert
- 1130–1159: Raoul
- 1159–1167: Bernard de Moëlan
- 1168–1185: Gottfried
- 1185–1192: Thebaut
- 1193–1218: Wilhelm
- 1218–1245: Rainaud
- 1245–1261: Herve de Landeleau
- 1262–1267: Guy de Plounévez
- 1267–1280: Yves Cabellic
- 1280–1283: Guillaume de Locmaria
- 1283–1290: Even de la Forest
- 1290–1320: Alain Rivelen
- 1320–1322: Thomas d'Anast
- 1322–1324: Bernard du Poyet (auch Bischof von Nîmes)
- 1324–1326: Guy de Laval (Elekt, 1326 Bischof von Le Mans, Stammliste der Montmorency)
- 1326–1330: Jacques de Corvo (auch Bischof von Toulon)
- 1330–1334: Yves de Boisboissel (auch Bischof von Tréguier)
- 1334–1335: Alain Gontier
- 1335–1352: Alain Le Gall
- 1352–1357: Geoffroy de Coëtmoisan (auch Bischof von Dol)
- 1357–1383: Geoffroy Le Marhec
- 1384–1408: Thebaud de Malestroit (auch Bischof von Tréguier)
- 1408–1416: Gacien de Monceaux
- 1416–1444: Bertrand de Rosmadec
- 1444–1451: Alain de Lespervez (auch Bischof von Tréguier)
- 1451–1472: Jean de Lespervez
- 1472–1479: Thébaud de Rieux
- 1479–1484: Guy du Bouchet oder Boschet
- 1484–1493: Alain Le Maout du Faouët (auch Bischof von Léon)
- 1493–1501: Raoul Le Moël
- 1501–1540: Claude de Rohan
- 1540–1546: Guillaume Éder
- 1546–1549: Philippe Kardinal de la Chambre (auch Bischof von Tusculum)
- 1550–1560: Niccolo Kardinal Caetani di Sermonetta
- 1560–1573: Étienne Boucher
- 1573–1582: François de la Tour de Plougonven (auch Bischof von Tréguier)
- 1582–1614: Charles du Liscouët
- 1614–1640: Guillaume Le Prestre de Lézonnet
- 1640–1668: René du Louët
- 1668–1706: François de Coëtlogon
- 1707–1739: François-Hyacinthe de Plœuc du Timeur
- 1739–1771: Auguste-François-Annibal de Facy de Cuillé
- 1772–1773: Emmanuel-Louis de Grossoles de Flamarens (auch Bischof von Périgueux)
- 1773–1790: Toussaint-François-Joseph Conen de Saint-Luc
- 1790–1794: Louis-Alexandre Expilly de la Poipe
- 1797–1800: Yves-Marie Audrein
- 1802–1804: Claude André
- 1805–1823: Pierre-Vincent Dombidau de Crouseilhes
- 1824–1840: Jean-Marie de Poulpiquet de Brescanvel
- 1840–1855: Joseph-Marie Graveran
- 1855–1871: René-Nicolas Sergent
- 1872–1887: Anselme Nouvel de la Flèche
- 1887–1892: Jacques-Théodore Lamarche
- 1893–1898: Henri-Victor Valleau
- 1900–1908: François-Virgile Dubillard, (dann Erzbischof von Chambéry und Kardinal)
- 1908–1946: Adolphe Duparc
- 1947–1968: André-Pierre-François Fauvel
- 1968–1989: Francis Barbu
- 1989–2007: Clément Guillon, C.I.M.
- 2007–2015: Jean-Marie Le Vert
- seit 2015: Laurent Dognin